# Cable (Kalifornia)
Cable – obszar niemunicypalny w hrabstwie Kern, w Kalifornii (Stany Zjednoczone), na wysokości 1088 m.